# كازابونا
كازابونا (كالابريان: Casivonu) هي بلدة وكومونا يبلغ عدد سكانها  4000 نسمة، تقع في مقاطعة كروتوني بمنطقة قلورية، جنوب إيطاليا.